# Joe Newman
Joseph Dwight „Joe“ Newman (* 7. September 1922 in New Orleans, Louisiana; † 4. Juli 1992 in New York City, New York) war ein amerikanischer Jazz-Trompeter, bekannt als langjähriges Mitglied des Count-Basie-Orchesters insbesondere in den 1950er Jahren.

## Leben
Joe Newman wurde in eine musikalische Familie geboren (sein Vater war der Jazzpianist Dwight Newman (1902–1942)), lernte ab 6 Jahren Trompete und hatte ab 8 Jahren erste Gigs, u. a. mit Papa Celestins Tuxedo Orchester. Auf dem Alabama State Teachers College leitete er sogar schon die Schulband, die auf Tanzveranstaltungen spielte und so für die Schule Geld einnahm. Seine Vorbilder waren zunächst Louis Armstrong, dann – begeistert von der Basie Band der 1930er Jahre – Buck Clayton und Sweets Edison. Als man ihn aber lobte, er würde wie Sweets Edison klingen, suchte er seinen eigenen Weg. 1941 bis 1943 spielte er in der Bigband von Lionel Hampton und danach von 1943 bis 1947 im Count Basie Orchestra, womit sich für ihn ein Herzenswunsch erfüllte. Jo Jones lud ihn in New York ein für den gerade eingezogenen Buck Clayton einzuspringen, wofür er trotz Erkältung sofort bereit war und sein Engagement bei Hampton sausen ließ. Hier traf er auch ein weiteres Vorbild, Lester Young, dessen Saxophonssolos er auf der Trompete nachspielte (auch als Kind wollte er eigentlich zuerst Saxophon lernen). 

Er spielte dann in der Combo von Illinois Jacquet (die anfangs nur aus ihnen beiden und einer Rhythm Section bestand, die sie im jeweiligen Auftrittsort engagierten) und mit J. C. Heard, bevor er 1952 bis 1961 wieder zur Count Basie Band stieß, wo er zusammen mit Thad Jones als Solist eingesetzt wurde. In dieser Zeit nahm er auch viel unter eigenem Namen auf, z. B. für RCA. Seine Komposition „The Midgets“ (die er für sich und Frank Wess auf der Flöte schrieb), hatte ihren Namen von einer launigen Unterteilung einer Birdland Allstar Band durch Lester Young in Groß- und Kleingewachsene („Bombers“ und „Midgets“, die sich spaßeshalber auch kleine Schlachten lieferten). 1956 wirkte er bei Big Joe Turners Atlantic-Album Boss of the Blues mit.
1962 nahm er an Benny Goodmans Tour durch die Sowjetunion teil und arbeitete als freelancer in New York. 1968 nahm er gemeinsam mit seinem Quintett und dem „Jazz-Pfarrer“ John Gensel das Album O Sing to the Lord. A New Song auf.
Für die gemeinnützige Organisation „Jazz Interactions“, deren Mitgründer er 1965 und deren Präsident er ab 1967 war, gab und organisierte er Jazzunterricht für Jugendliche (z. B. Master-Classes in Schulen). Sie hatte auch später eine eigene Bigband, für die er Music for Pops komponierte. Zeitweise leitete er auch Workshops mit Billy Taylors Jazzmobile. 1972 nahm er an Jam-Sessions des Newport Jazz Festivals teil, das damals in New York stattfand. Newman tourte auch mit Benny Carter, beteiligte sich an internationalen Festivals und nahm noch 1984 Platten bei Concord auf. 1991 erlitt er einen Schlaganfall, der ihn teilweise lähmte.

## Auswahldiskografie
- The Count´s Men 1955, Fresh Sound
- All i wanna do is swing 1955, RCA mit Al Cohn, Ernie Wilkins, Nat Pierce, Freddie Green, Milt Hinton, Shadow Wilson
- I´m still swinging 1955, RCA
- Salute to Satch 1956, RCA mit Conte Candoli, Urbie Green, Jimmy Cleveland, Phil Woods, Al Cohn, Nat Pierce, Hank Jones, Gus Johnson
- The Midgets, 1956, RCA mit Frank Wess, Hank Jones, Freddie Green, Eddie Jones, Osie Johnson
- Jazz for Playboys 1957
- Happy Cats 1957
- Soft Swinging Jazz, 1958, Coral mit Frank Wess, Shirley Scott, Ernie Wilkins p, Eddie Jones, Charlie Persip